# Viviparisme

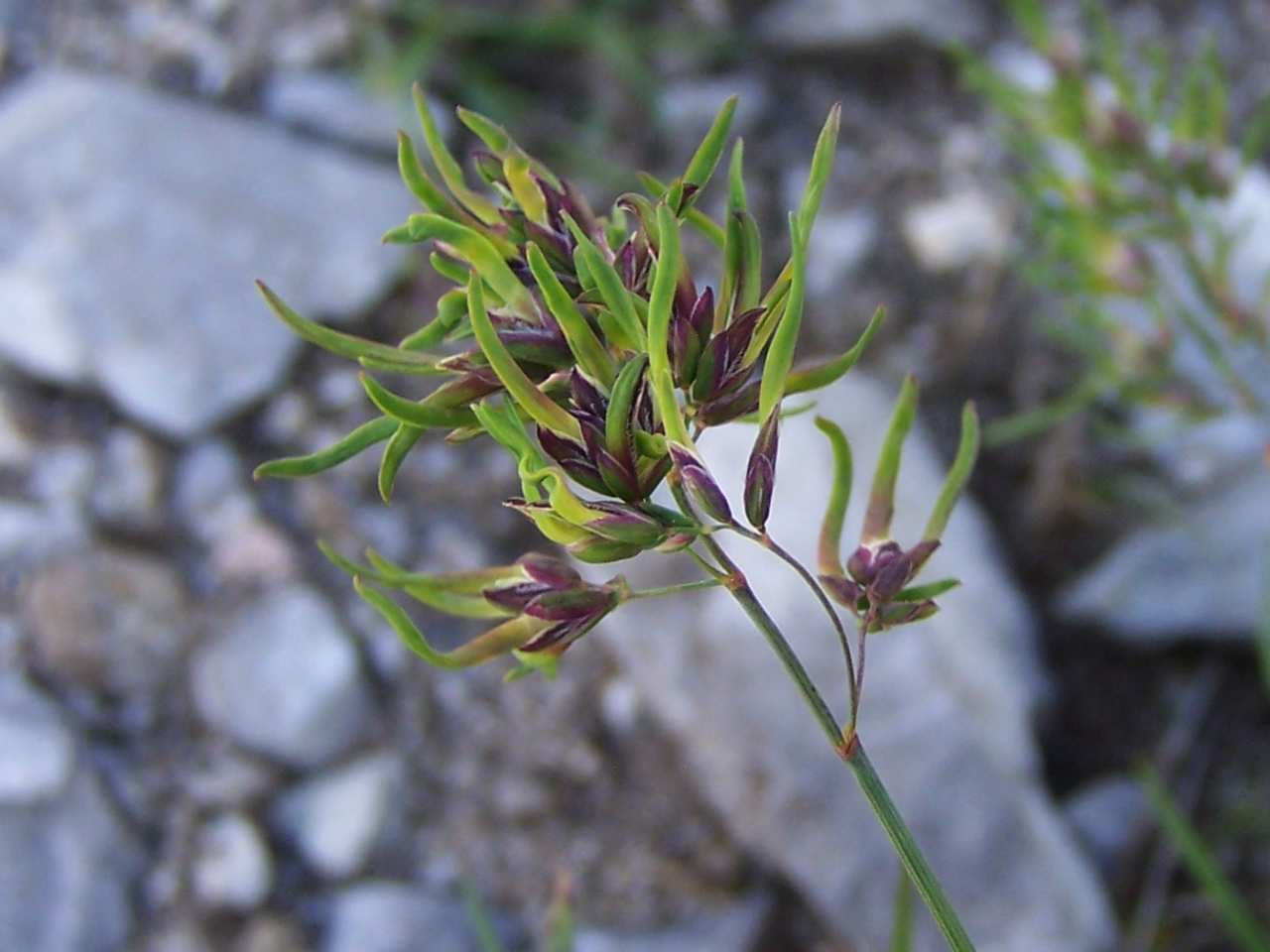
Poa alpina, una herba en la qual les llavors germinen quan encara es troben aferrades a la planta materna.

El viviparisme és una modalitat de reproducció pròpia dels organismes vivípars.
L'objectiu del viviparisme és obtenir descendents que quan es desprenen de la mare són ja organismes pluricel·lulars i molt complexes. És una estratègia per disminuir la taxa de mortalitat de les cries mitjançant l'augment del control sobre el medi per part dels pares.

## Animals
Es consideren vivípars aquells animals en els quals els embrions que produeixen es nodreixen, parcialment o total, de la mare durant el període d'incubació. El desenvolupament de les cries a l'interior del cos matern és un procés evolutiu que s'ha produït reiteradament en diferents grups: 
- Hi ha un gènere de meduses abissals vivípares (Stygiomedusa)
- Els onicòfors són vivípars
- En els turbelaris triclàdides i en els neorabdocels, els ous fecundats, juntament amb les cèl·lules vitel·lines, passen a l'atri genital, on són embolcallats formant un capoll on es desenvolupen els embrions i que, finalment, l'adult diposita sota les fulles.
- Els cladòcers polifèmids tenen la closca convertida en una cambra incubadora, des de la qual els embrions reben l'aliment de la mare.
- Alguns insectes tenen modalitats de viviparisme: adenotròfic, hemocèlic i pseudoplacentari com les femelles partenogenètiques dels pugons (afidoïdeus) o alguns dípters i dermàpters
- Molts peixos. Selacis com la tintorera (Prionace glauca) o la mussola (Mustelus mustelus), i peixos ossis (teleostis) com la gambúsia (Gambusia affinis) o els exòtics guppy, molly, plati, xipho que a casa nostra es reclouen en aquaris. El peix (i vertebrat) vivípar més antic conegut és el Materpiscis.
- Certs llangardaixos i serps (Lacerta vivipara, Vipera).
- Els mamífers (tret dels monotremes i altres prototeris)

## Plantes
Les plantes vivípares produeixen llavors que germinen abans que tingui lloc la separació de la planta mare. Aquest cas es dona en moltes espècies de manglar, en les atzavares (Agave spp.) i també entre les herbes poàcies, per exemple.